# Культурная автономия
Культурная (национально-культурная) автономия — автономия обособленной этнической группы в решении вопросов организации образования и других форм своей культурной жизни. Распространяется на всех представителей данной этнической группы, а не на конкретную территорию.
Национально-культурная автономия является видом общественного объединения.
Организационно-правовой формой национально-культурной автономии является общественная организация.

## В Российской Федерации
В России национально-культурные автономии осуществляют свою деятельность на основе Федерального закона «О национально-культурной автономии» от 17 июня 1996 года № 74-ФЗ.

Согласно данному закону, национально-культурная автономия в Российской Федерации — это форма национально-культурного самоопределения, представляющая собой объединение российских граждан, относящих себя к определённой этнической общности, находящейся в ситуации национального меньшинства на соответствующей территории, на основе их добровольной самоорганизации в целях самостоятельного решения вопросов сохранения самобытности, развития языка, образования, национальной культуры, укрепления единства российской нации, гармонизации межэтнических отношений, содействия межрелигиозному диалогу, а также осуществления деятельности, направленной на социальную и культурную адаптацию и интеграцию мигрантов.
Национально-культурные автономии России
- Федеральная национально-культурная автономия греков России
- Федеральная национально-культурная автономия ногайцев России
- Красноярская региональная чувашская национально-культурная автономия
- Национально-культурная автономия «Дидойцы»
- Национально-культурная автономия поморов Архангельской области
- Петербургская городская национально-культурная автономия финнов-инкери
- Региональная армянская национально-культурная автономия Краснодарского края
- Региональная национально-культурная автономия ингерманландских финнов Ленинградской области
- Тверская национально-культурная автономия тверских карел
- Федеральная ассирийская национально-культурная автономии России
- Федеральная еврейская национально-культурная автономия
- Федеральная Лезгинская национально-культурная автономия
- Федеральная национально-культурная автономия азербайджанцев России
- Федеральная национально-культурная автономия белорусов России
- Федеральная Грузинская национально-культурная автономия в России
- Федеральная национально-культурная автономия казахов России
- Федеральная национально-культурная автономия карачаевцев России
- Федеральная национально-культурная автономия курдов Российской Федерации
- Федеральная национально-культурная автономия литовцев Российской Федерации
- Федеральная национально-культурная автономия российских корейцев
- Федеральная национально-культурная автономия российских немцев
- Федеральная национально-культурная автономия татар
- Федеральная национально-культурная автономия российских цыган
- Федеральная национально-культурная автономия чувашей России
- Федеральная польская национально-культурная автономия «Конгресс поляков в России»

## В Эстонии
Закон об автономии принимался в 1925 году; были созданы немецкая и еврейская автономии.
После восстановления независимости в 1993 году был принят новый закон об автономии. Были созданы автономии немцев и шведов; о создании русской автономии было подано три заявления, одно из которых было отклонено; по состоянию на 2012 год, министерство культуры не определило, кому именно из оставшихся заявителей дать право составлять списки автономии. Рассмотрение ходатайств длится более года.